# わかとり交通
わかとり交通（わかとりこうつう）は、かつて鳥取県境港市に所在したタクシー事業者である。

## 概要
1972年8月設立。境港市を営業区域とし、JR境港駅前にある水木しげるロード沿いに本社を置いていた。
境港市が水木しげるの出身地であることにちなんで、作品『ゲゲゲの鬼太郎』のイラストを描いた「鬼太郎タクシー」を運行していた。
2020年春以降、新型コロナウイルス禍の影響で業績が悪化。2024年6月に事業を地元の同業者へ譲渡、以後休眠状態となり、同年10月21日、鳥取地裁米子支部より破産手続開始決定を受けた。

## 沿革
- 1972年8月18日[3] - 境つばめタクシー有限会社として設立[2]。
- 1985年 - わかとり交通有限会社に社名変更[2]。
- 2024年
  - 6月 - タクシー事業を地元同業者へ譲渡[1]。
  - 10月21日 - 鳥取地裁米子支部より破産手続開始決定を受ける[1]。

## 事業内容
- タクシー（鬼太郎タクシー）。2016年時点の車両台数は8台（中型5台・小型3台）[3]。

## 本社・営業所
- 本社
  - 鳥取県境港市松ヶ枝町29[3]
- 空港営業所
  - 鳥取県境港市幸神町75-4[3]

## 業務提携会社
- つばめタクシー (鳥取県米子市)[3]
- 八海タクシー（島根県松江市）[3]